# Líšnice (ort i Tjeckien, Olomouc)
Líšnice är en ort i Tjeckien.   Den ligger i regionen Olomouc, i den östra delen av landet, 180 km öster om huvudstaden Prag. Líšnice ligger 321 meter över havet och antalet invånare är 288.
Terrängen runt Líšnice är kuperad åt sydväst, men åt nordost är den platt. Runt Líšnice är det ganska tätbefolkat, med 129 invånare per kvadratkilometer. Närmaste större samhälle är Mohelnice, 3,9 km nordost om Líšnice. Trakten runt Líšnice består till största delen av jordbruksmark.